# Illa de s'Espart
Illa de s'Espart är en ö i Spanien.   Den ligger i regionen Balearerna, i den östra delen av landet, 500 km öster om huvudstaden Madrid. Arean är 0,37 kvadratkilometer.
Terrängen på Illa de s'Espart är platt. Öns högsta punkt är 54 meter över havet. Den sträcker sig 0,6 kilometer i nord-sydlig riktning, och 1,2 kilometer i öst-västlig riktning.